# ووکاش سیملات
ووکاش سیملات (لهستانی: Łukasz Simlat؛ تلفظ لهستانی: [ˈwukaʂ]؛ زادهٔ ۱۱ دسامبر ۱۹۷۷) بازیگر اهل لهستان است.
از فیلم‌ها یا سریال‌های تلویزیونی او می‌توان به فوگ، بدون پنهان‌کاری، فوریوزا، سرپیشخدمت، این دختران من، ترفند، پیت‌بول (فیلم)، پیت‌بول (سریال تلویزیونی)، خون از خون، ما همه مسیح هستیم، نشانه‌گذاری‌شده، اولا بی‌ریخته، تشخیص، بدن مسیح، لجن‌زار، قرارداد، بلفر و کربلا اشاره کرد.